# Segelfluggelände Roßfeld

i7
i11
i13
Das Segelfluggelände Roßfeld liegt im Gebiet der Stadt Metzingen im Landkreis Reutlingen in Baden-Württemberg, etwa 9 km östlich von Reutlingen.

## Flugbetrieb
Das Segelfluggelände ist mit einer 635 m langen Start- und Landebahn aus Gras ausgestattet. Der Betreiber des Segelfluggeländes ist der Luftsportverein Roßfeld e. V. Am Flugplatz findet Flugbetrieb mit Segelflugzeugen, Motorseglern und Ultraleichtflugzeugen statt.  Segelflugzeuge starten per Windenstart oder Flugzeugschlepp.